# Kinixys erosa
Kinixys erosa е вид костенурка от семейство Сухоземни костенурки (Testudinidae). Възникнал е преди около 15,97 млн. години по времето на периода неоген.

## Разпространение и местообитание
Този вид е разпространен в Ангола, Буркина Фасо, Габон, Гамбия, Гана, Гвинея, Демократична република Конго, Екваториална Гвинея, Камерун, Кот д'Ивоар, Либерия, Нигерия, Руанда, Сенегал, Сиера Леоне, Уганда и Централноафриканска република.
Обитава гористи местности, крайбрежия, плажове, езера, блата, мочурища и тресавища в райони с тропически климат.

## Описание
Продължителността им на живот е около 24,8 години.